# Bassa Galilea

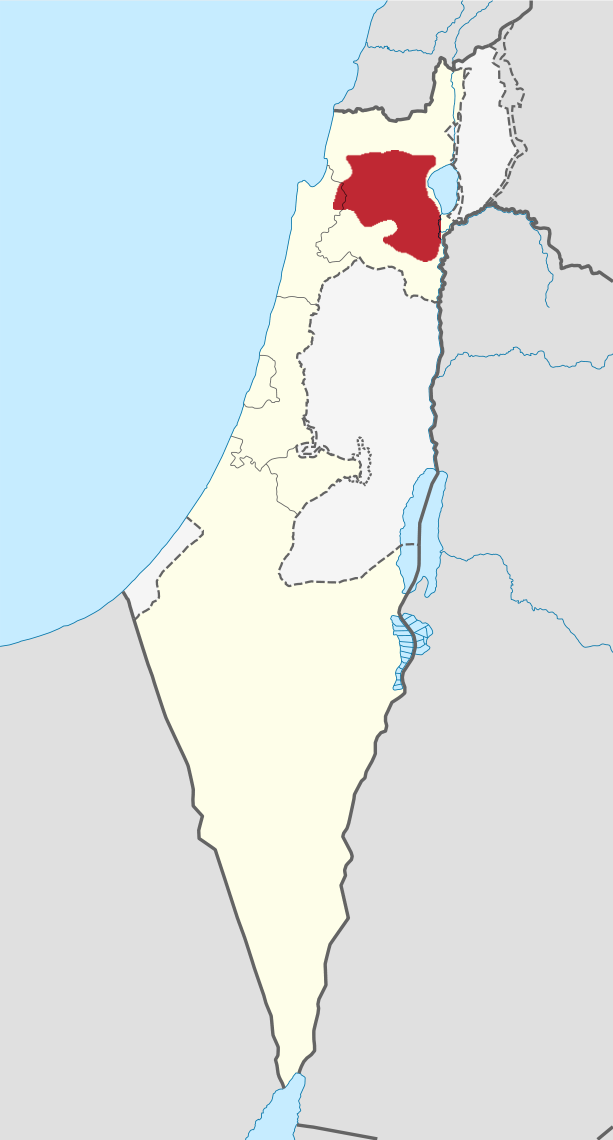
La posizione della regione della Bassa Galilea in Israele

La Bassa Galilea (in ebraico הגליל התחתון‎?, traslitterato HaGalil HaTaḥton; in arabo الجليل الأسفل‎?, al-Jalīl al-asfal), è una regione del distretto Settentrionale di Israele. La Bassa Galilea confina con la valle di Jezreel a sud; l'Alta Galilea a nord, dalla quale è separata dalla valle di Beit HaKerem; la Jordan Rift Valley con il fiume Giordano e il mare di Galilea ad est; e ad ovest, un segmento della pianura costiera settentrionale noto come Zebulon (Zvulun) Valley, che si estende tra la catena del monte Carmelo e Acri. La Bassa Galilea è la parte meridionale della Galilea. Ai tempi di Giuseppe Flavio, si sapeva che si estendeva da Xaloth (Iksal) a Bersabe, una regione che contiene circa 470 miglia quadrate. Si chiama Bassa poiché è meno montuosa dell'Alta Galilea. Le vette della Bassa Galilea salgono a 500 metri sul livello del mare. Le vette più alte sono il monte Kamon (598 m) nella parte settentrionale della Bassa Galilea e il monte Tabor (588 m) nella parte meridionale.